# 東紗友美
東 紗友美（ひがし さゆみ、1986年6月1日 - ）は、日本のタレント、映画コメンテーター、映画ライター、広告プランナー。東京都出身。
成城学園高等学校、成城大学文芸学部マスコミュニケーション学科卒業。広告代理店「エヌケービー」勤務を経て、現在は映画ソムリエの肩書きで活動。身長156センチ。血液型はA型。あだ名は「さゆみん」、「ガシヒー」など。

## 略歴
- 2007年4月からの大学3年生の1年間、「みんなが出るテレビ」（以下、みんテレ。tvk）の女子大生レポーターとして出演。
- 2008年4月から1年間、「アナCAN」（TBS）にアナCANサポーターとしてレギュラー出演。
- また、テレビ出演と並行して雑誌「CanCam」、「JJ」、「めざましマガジン」などの読者モデル活動も行っていた。
- 2009年3月、成城大学を卒業。同年4月、広告代理店エヌケービーへ入社したため、タレント活動を引退した[2]。ただし、タレント活動引退後も社会人として雑誌「cancam」の読者モデル活動を継続しているほか、学生時代に開設したブログも続けている。
- エヌケービー在職時代は広告プランナーとして活躍したが、2013年3月に退職。同年4月よりフリーランスの映画コメンテーターに転身。映画記事を連載、映画関連番組に出演。

## 人物

### 趣味・特技
- 趣味は映画鑑賞と読書。特技は速読。

### 嗜好
- 好きな色はピンク。
- 好きな作家は伊坂幸太郎。伊坂の大ファンであり、「いつか会ってみたい」と話している。
- 映画マニア向けの資格（映画検定）を取得する程の映画ファン。好きな映画監督は黒澤明とスタンリー・キューブリック[3]。
- 好きな異性のタイプについて「・バイタリティのあるひと。（1番重要！）・家族を大切にしてくれる人。・ガシヒーが元気が出なくて、つぶれちゃいそうになるときも、支えてくれて好きでいてくれる人。・たくさん食べる人。・たくさん笑う人。・子供が好きな人。・愛情表現ができる人。・映画や本の話ができるひと。外見はほとんど関係ないかな。でもほかの項目が多いかな？笑。」と述べている[4]。

### 家族
- 3歳下の弟がいる[5]。
- 子供が一人いる[6]。

### エピソード
- 映画ソムリエとして出演した映画番組には「広告代理店出身の映画コメンテーター」として紹介されている。

## 出演

### バラエティ
- みんなが出るテレビ（tvk、2007年4月10日 - 2008年3月25日） - 女子大生レポーター
- オビラジR（TBS、2007年10月） - 日本美女図鑑
- アナCAN（TBS、2008年4月11日 - 2009年3月20日） - アナCANサポーター
  - ニコニコ動画&TBSスペシャル動画「タベルダケ」レギュラーメンバー（2008年 - 2009年3月末）
- 美味しさ工房（テレ玉、群馬テレビ、2008年7月 - 2009年3月） - 専属レポーター
- 金曜カーソル（WOWOW、2013年11月29日） - 映画ソムリエ

### ラジオ
- 城田純のくすぶり脱出大作戦!!行くぜSalu天国（渋谷FM、2012年4月 - 2013年） - アシスタント
- マイフェイバリッと（JRN、TBSラジオ製作2014年1月） - 映画ソムリエ

### 連載
- 日刊ゲンダイシネマゲンダイ（2014年） - 連載「さゆみんの映画だ〜いすき」
- 恋学（2013年） - 連載「映画ソムリエ東紗友美の恋愛映画で学ぶオトコゴコロ」

### イベント
- 東京ゲームショウ2006
- Interop2008/IMC Tokyo2008「TBS学園文化祭」

## 関連人物

### みんテレ関連
- 木村佳那子 （静岡放送契約社員→テレビ熊本アナウンサーを経て現在はチバテレビアナウンサー。2008年3月までみんテレで共演）
- 荒木麻里子 （静岡放送アナウンサー、元タレント。2007年9月までみんテレで共演。その後、アメリカへ留学していたが、帰国後に大学を卒業）
- 八田牧子 （徳永悠平(FC東京)夫人。2008年3月までみんテレで共演。現在は結婚を期に活動休止）
- 篠原さや （元モデル、タレント。2008年3月までみんテレで共演。現在はみんテレ卒業と同時に芸能界を引退）
- 菅緑 （元第2日本テレビ専属アナウンサー(みんテレと兼任)。大学は違うがみんテレでは同期加入。2008年3月まで共演。現在はネット系企業の社員）
- 坪井安奈 （現・日本テレビ『Oha!4 NEWS LIVE』Oha!4JD。横浜ベイスターズ・チアリーダー「diana｣2008年度メンバー。2007年8月から2008年3月までみんテレで共演したが、同時期に降板。大学も違い、学年は2学年下）
- 楪望 （テレビ大阪契約アナウンサー。元広島ホームテレビアナウンサー。元TOKYO MX『U・LA・LA@7』学生アナウンサー。元ウェザーニュース『おは天』中国・四国エリアキャスター（2008年8月までみんテレと兼任）。大学も違い、学年は1つ下。2008年1月から3ヶ月間共演）
- 井手麻実（青森テレビアナウンサー。元四国放送アナウンサー。大学は違うものの同学年だが、みんテレでは先輩。2007年4月から2008年3月まで共演。降板後も交友を続けている）
- 大平真理子 （テレビ新潟アナウンサー。元日本テレビ『Oha!4 NEWS LIVE』Oha!4 JD（水曜日担当）。第27代ミス十日町雪まつり。大学も違い、2学年下。2007年8月から2008年3月までみんテレで共演。降板後も交友を続けている）
- 副島優子 （福井テレビアナウンサー。大学も違い（楪望と同じ）、学年は1つ下。2008年1月から3ヶ月間みんテレで共演）

### その他
- 枡田絵理奈 （元TBSアナウンサー。大学の先輩であり、同じ学部。アナCANで共演）
- 鈴木理加（テレビ大阪の契約アナウンサー。大学の同級生に当たる[7]）